# 杨晖 (围棋棋手)
杨晖（1963年5月12日—），中国上海人，职业围棋棋手，中国棋院八段。
杨1973年开始学棋，1982年定为五段，1991年升为八段，1980年获得全国围棋个人赛女子组冠军，其后又六次夺冠。1993年杨晖在第6届富士通杯比赛中击败日本超一流棋手武宫正树。
其夫曹大元也是著名围棋棋手，多次获得全国比赛冠军。